# Sauris infirma
Sauris infirma är en fjärilsart som beskrevs av Swinhoe 1902. Sauris infirma ingår i släktet Sauris och familjen mätare. Inga underarter finns listade.